# NGC 605
NGC 605 est une vaste galaxie lenticulaire située dans la constellation d'Andromède. NGC 605 a été découverte par l'astronome français Édouard Stephan en 1881.

## Caractéristiques
Sa vitesse par rapport au fond diffus cosmologique est de 4 856 ± 35 km/s, ce qui correspond à une distance de Hubble de 71,6 ± 5,0 Mpc (∼234 millions d'al).